# براين ليتش
براين جوزيف ليتش (من مواليد 3 مارس 1968) هو رجل الدفاع الأمريكي المحترف السابق في هوكي الجليد الذي لعب 18 موسمًا لدوري الهوكي الوطني (NHL) موسم مع فريق نيويورك رينجرز، تورونتو مابل ليفس، بوسطن بروينز. يعتبر بشكل عام أحد أفضل رجال الدفاع في تاريخ NHL، حيث اشتهر بشكل خاص بقدراته على التزلج والهجوم وصنع الألعاب. تم تجنيده وزميله في فريق رينجرز مايك ريختر في قاعة مشاهير الهوكي بالولايات المتحدة في عام 2008. تم إدخال ليتش في قاعة مشاهير الهوكي في تورنتو في العام التالي (عامه الأول في جدارة - أهلية). في عام 2017، تم اختيار ليتش كواحد من «أعظم 100 لاعب في NHL» في التاريخ.